# هوارد (اسم)
هوارد (Howard) اسم إنجليزي معناه مراقب نبيل (Noble Watchman).

## مشاهير حملوا الاسم هوارد
- هوارد هيوز طيار ومنتج أفلام أمريكي.
- هوارد كارتر مكتشف قبر توت عنخ أمون.
- هوارد ويب حكم كرة قدم إنجليزي.
- هوارد فيليبس لافكرافت روائي أمريكي.
- هوارد فلوري طبيب أسترالي حائز على جائزة نوبل في الطب.
- هوارد زين مؤرخ أمريكي.
- هوارد ايكن رائد أميركي في علم الحاسوب.
- هوارد تيمن حائز على جائزة نوبل في الطب.
- هوارد شور مؤلف وملحن موسيقى أمريكي.
- هوارد دروسين ملحن أمريكي.